# Fulk Al Salamah
Die Fulk Al Salamah (arabisch فلك السلامة, DMG Fulk as-Salāma) ist eine private Megayacht. Sie ist mit einer Länge von 164 Metern die derzeit (Stand: 2023) zweitlängste Yacht der Welt.

## Geschichte
Das Schiff wurde unter der Baunummer 131 als Projekt Mariotti 131 auf der italienischen Werft Mariotti gebaut. Die Kiellegung fand am 18. Dezember 2013, die Fertigstellung mit anschließender Übergabe am 22. Juli 2016. Eigner ist das Royal Yachts Squadron des Sultanats Oman, von dem das Schiff Sultan Qabus ibn Said als königliche Yacht zur Verfügung gestellt wurde.
Den Namen Fulk al Salamah trug früher ein 1987 auf der Werft Bremer Vulkan gebauter Truppentransporter der Royal Navy of Oman. Er wurde erst mit der Indienststellung der neuen Yacht in Al Dhafera umbenannt. Er dient heute als Begleitschiff der beiden königlichen Yachten (Al Said und Fulk Al Salamah).

## Ausstattung
Der Rumpf besteht aus Stahl, die Aufbauten aus Stahl und Aluminium. Die Inneneinrichtung wurde von der Firma Studio de Jorio entworfen. Die Yacht verfügt über einen Hubschrauberlandeplatz.